# Brian T. Delaney
Brian Thomas Delaney (n. 17 de noviembre de 1976, Filadelfia, Pensilvania) es una personalidad de televisión y actor de voz estadounidense. Ha prestado su voz para interpretar a maestro Mantis en los juegos de Kung Fu Panda, Wreck-It Ralph en medios relacionados y el Hombre llamado único sobreviviente en Fallout 4.